# هاجر حمدي
هاجر حمدي (1924 - 17 نوفمبر 2008)، ممثلة وراقصة مصرية.

## عن حياتها
من مواليد طنطا، وتعتبر أحد أبرز نجمات الإغراء في تاريخ السينما المصرية.وهي ممثلة وراقصة لمعت في سينما الاربعينيات. تزوجت من الفنان كمال الشناوى، وأنجبت هذه الزيجة ابنهما المخرج محمد الشناوى اعتزلت التمثيل في أوائل الخمسينيات، ثم عادت اليه وابتعدت لتعمل في أعمال حرة لتربية ابنها، وقد شاركت في العديد من الأعمال السينمائية في زمن ازدهار السينما في الأربعينيات والخمسينيات فقدمت أدوار الراقصة عادة خاصة وأن هذه هي مهنتها الأصلية ومن أفلامها (بنات الريف، وكيد النساء، وعروسة البحر) وكانت بطلة في فيلمين (على قد لحافك) عام 1949 وفيلم (المعلم بلبل) مع كمال الشناوى.

## أعمالها

### الأفلام
- 1942: على مسرح الحياة
- 1943: بنت الشيخ
- 1944: شارع محمد على
- 1944: سيف الجلاد
- 1945: قبلة في لبنان
- 1945: عنتر وعبلة
- 1945: سفير جهنم
- 1945: حسن وحسن
- 1945: بنات الريف
- 1945: الفنان العظيم
- 1945: أحلام الحب
- 1946: عودة طاقية الإخفاء
- 1946: رجل المستقبل
- 1946: أول نظرة
- 1946: المغنى المجهول
- 1946: الماضي المجهول
- 1946: إكسبريس الحب
- 1947: غني حرب
- 1947: غدر وعذاب
- 1947: عروسة البحر
- 1947: صباح الخير
- 1947: حمامة السلام
- 1947: الهانم
- 1947: الكل يغنى
- 1947: أبو حلموس
- 1948: شمشون الجبار
- 1948: الصيت ولا الغنى
- 1948: الشاطر حسن
- 1948: البوسطجي
- 1949: على أد لحافك
- 1949: جواهر
- 1949: بنت المعلم
- 1949: بنت العمدة
- 1950: كيد النساء
- 1950: سيبوني أغني
- 1950: أنا وأنت
- 1950: الآنسة ماما
- 1951: عروس لبنان
- 1951: شباك حبيبي
- 1951: خبر أبيض
- 1951: المعلم بلبل
- 1953: عفريت عم عبده
- 1953: حب في الظلام
- 1953: تاجر الفضائح
- 1953: بيت الطاعة
- 1954: لمين هواك
- 1959: عريس مراتي

### المسلسلات
- 1995: الزواج على طريقتي
- 1996: حواء والتفاحة

## وصلات خارجية
- هاجر حمدي على موقع IMDb (الإنجليزية)
- هاجر حمدي على موقع الدهليز
- هاجر حمدي على موقع قاعدة بيانات الأفلام العربية